# Пиай
Пиа́й (малайск. Tanjung Piai) или Танджунг Пиай — мыс в южной оконечности Малаккского полуострова, крайняя южная точка материковой Евразии, также самая южная точка материковой Азии. Расположен на территории Малайзии в штате Джохор. На мысе установлен памятный знак.

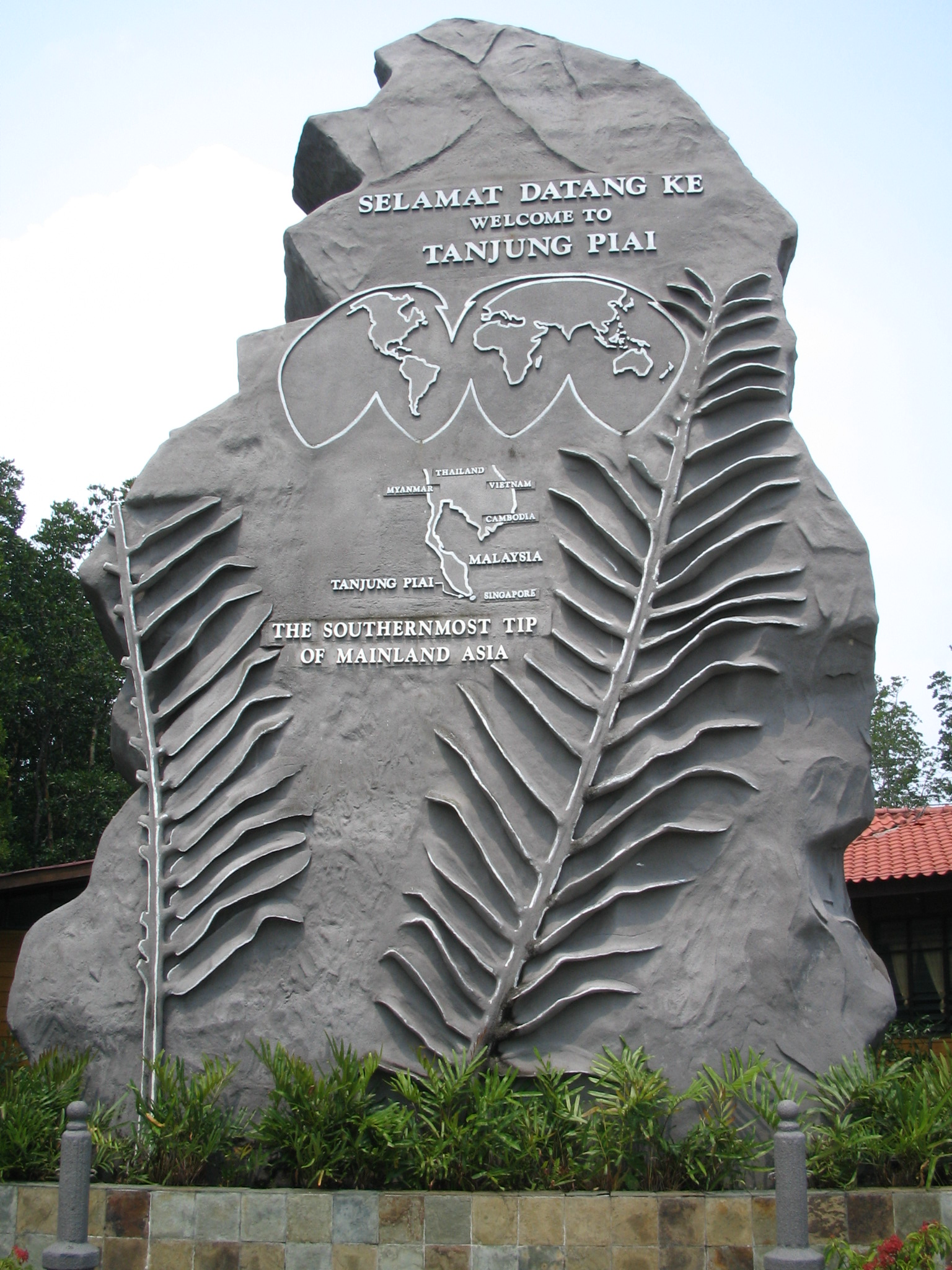
Памятный знак на мысе Пиай

Мыс Пиай — туристический объект. Отсюда через Джохорский пролив видны очертания Сингапура, находящегося в 30 км восточнее. К услугам туристов здесь рестораны с морепродуктами, расположенные на деревянных причалах, которые окружены берегами, заросшими заповедными мангровыми лесами.
В 0,33 морских милях (около 600 метров) к югу от мыса, на краю осушки, находится 15-метровый маяк, который вспыхивает каждые 3 секунды, на нём также установлен радиолокационный маяк, передающий букву «М» азбуки Морзе.
Прибрежная мангровая роща на мысе Пиай является важным водно-болотным угодьем международного значения. Согласно Рамсарской конвенции, правительство и соответствующие заинтересованные стороны обязаны обеспечивать сохранение мангровых зарослей. Эрозия на участке должна быть сведена к минимуму, чтобы сохранить экологическую целостность мангровой экосистемы. Коренные причины эрозии должны устраняться или уменьшаться.
Мыс Пиай — национально значимый символ, одно из пяти водно-болотных угодий в Малайзии. Мыс Пиаи также является важным природным объектом штата Джохор, числясь третьим из заказников Корпорации Национального парка Джохор. Мангровые леса на юго-западе Джохора экологически важны как естественный барьер для защиты внутренних деревень и сельскохозяйственных земель от таких опасностей, как штормы и цунами.
В районе мыса Пиай обнаружены 22 вида мангровых деревьев. Это также важная среда обитания для перелетных и местных птиц. К ним относятся уязвимые виды, занесённые в список МСОП, такие как яванский марабу. Он является частью ключевой орнитологической территории на юго-западе Джохора.
Мыс Пиай также важен с точки зрения рыболовства.
Это место является объектом экотуризма. Участок, расположенный на самой южной оконечности Азиатского материка, включён в список приоритетных объектов национального экотуризма. В 2006 году мыс Пиай посетили 32 360 человек

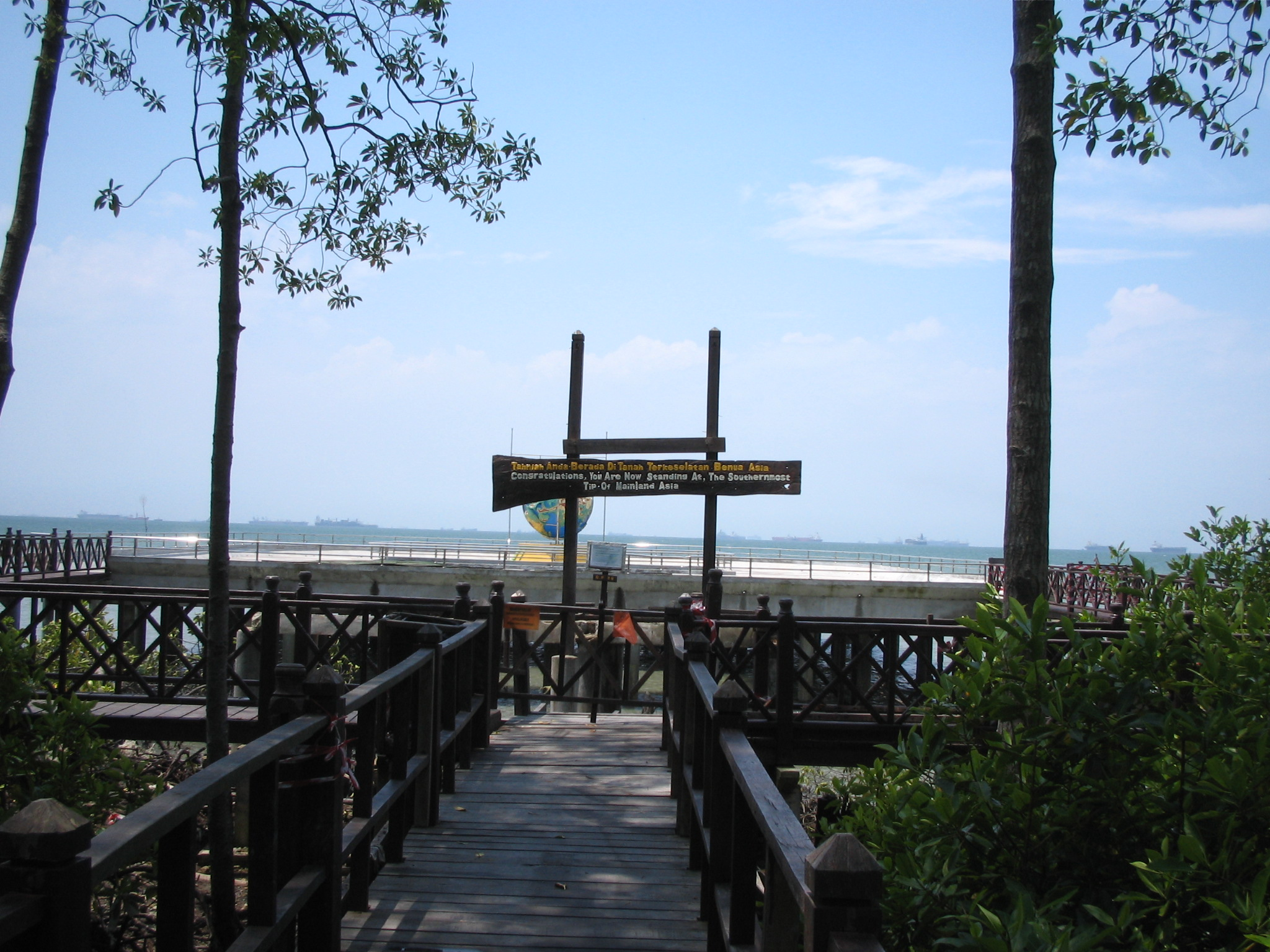
Самая южная точка Евразии